# Industries électriques et gazières en France
 (avril 2015).
Si vous disposez d'ouvrages ou d'articles de référence ou si vous connaissez des sites web de qualité traitant du thème abordé ici, merci de compléter l'article en donnant les références utiles à sa vérifiabilité et en les liant à la section « Notes et références ».
Pour les articles homonymes, voir IEG.
Les industries électriques et gazières (IEG) sont une branche professionnelle française regroupant l'ensemble des entreprises qui produisent, transportent, distribuent, commercialisent et fournissent de l'électricité et du gaz naturel. 
Elle compte environ 150 entreprises et se caractérise par la présence de grands groupes historiquement publics mais ouverts désormais aux capitaux privés, EDF et Engie (ex GDF-SUEZ), leurs filiales largement autonomisées pour le transport et la distribution – RTE et Enedis pour l'électricité, GRTgaz et Gaz réseau distribution France (GRDF) pour le gaz – autrefois de simples départements d'EDF et de GDF, l'ensemble des entreprises locales de distribution d'électricité et de gaz (souvent des régies municipales), de petits producteurs locaux et enfin, avec l'ouverture du marché, de nouveaux entrants, principalement filiales d'énergéticiens étrangers comme Alpiq (Suisse), E.ON (Allemagne) ou Enel (Italie).  
Cette branche, de création récente, se caractérise par le fait que son personnel ne dépend pas d'une convention collective de travail mais du « Statut national du personnel des industries électriques et gazières », créé en 1946 après la nationalisation des moyens de production et de distribution en France de l'électricité et du gaz, associé à la création d'EDF et de GDF.

## Statut social du personnel
Ce sont historiquement les lois du 10 février 2000 et du 9 août 2004 relatives au service public de l'électricité et du gaz et aux entreprises électriques et gazières qui précisent les mesures d'accompagnement social de la fin des monopoles publics du secteur (EDF-GDF).
Jusqu'à ces lois, les dispositions applicables aux salariés des entreprises publiques et aux entreprises dites « non nationalisées » étaient le Statut national du personnel des industries électriques et gazières, créé par la loi nationalisation de 1946 et modifiable par décret gouvernemental et ses textes d'application (notamment les notes d'application dites « PERS »). Désormais si le Statut du personnel et ses textes d'application sont toujours applicables à toute la branche des IEG – ce qui la différencie des autres branches qui sont régies par des conventions collectives – ils sont complétés par des accords issus de la négociation collective et, à titre exceptionnel, par des recommandations patronales. Les accords négociés dans la branche, après avis de la Commission supérieure nationale du personnel (CSNP), peuvent être étendus, sous forme d'arrêtés pris par le ministre chargé de l'Énergie et le ministre du Travail, à l'ensemble des entreprises de la branche.
Le personnel (dits « agents »), actif ou pensionné, des industries électriques et gazières relève du Code de la sécurité sociale pour les risques maladie, accidents du travail et prestations familiales légales, ces dernières faisant l'objet d'un régime spécifique au titre de l'article 26 de l'ordonnance de 1967 (Caisse d'assurance maladie des industries électriques et gazières – CAMIEG).
Le régime d'assurance vieillesse des IEG, historiquement géré par un service commun d'EDF et de GDF, a été modifié par la loi du 9 août 2004. Désormais les prestations sont financées pour partie par la Caisse nationale d'assurance vieillesse, l'AGIRC et l'ARRCO, la mise en place d'une contribution tarifaire d'acheminement (CTA) sur la facture des abonnés à l'électricité et au gaz, et des versements complémentaires des employeurs sous forme de cotisations sociales. Le régime spécial est néanmoins maintenu et les agents perçoivent une  pension versée par la Caisse nationale des industries électriques et gazières (CNIEG) et calculée selon les modes de calcul historiques, analogues à ceux de la fonction publique.
Les entreprises de la branche cotisent à une Caisse centrale d'activités sociales (CCAS), qui agit comme comité d'entreprise pour l'ensemble de la branche (et est souvent improprement appelé « comité d'entreprise EDF-GDF »). Il est financé au contraire des autres branches non sur un pourcentage de la masse salariale mais par 1 % maximum du chiffre d'affaires de l'ensemble des entreprises des IEG.

### Tarif agent pour les achats d'électricité et de gaz
Les agents (en activité ou à la retraite) ayant le statut d'agent des IEG, ainsi que leurs conjoints et concubins, bénéficient d'un tarif préférentiel pour leurs achats d'électricité et de gaz naturel pour leurs résidences principale et secondaires. Par exemple, les bénéficiaires du « tarif agent » paient l'électricité à un prix 16 fois moins élevé que le prix moyen public (et ne paient pas l'abonnement), tandis que le gaz est facturé à 0,24 c€/kWh au maximum (0,18 c€/kWh au-delà de 2 325 kWh par an),. La Cour des comptes relève en 2013 que la consommation d'électricité des ménages bénéficiant de ce tarif est trois fois supérieure à celle des autres foyers,. Selon Dominique Tian, député Les Républicains, cet avantage couvre aussi les dépenses de fioul, de charbon et de bois pour les agents qui n'ont pas recours à l'électricité et au gaz.
Ce tarif, hérité de la période des monopoles publics, n'a pas changé depuis 1951 pour l'électricité et depuis 1962 pour le gaz. Il profite à 306 000 foyers, qui consomment 4,1 TWh d'électricité au total, soit 13,399 MWh par foyer et par an, (la consommation d'électricité moyenne des ménages français s'élève à 4,679 MWh en 2016).
Cet avantage en nature est fiscalisé, mais son montant est déterminé sur la base d'un barème prenant en compte la composition du foyer, et non en fonction de la consommation réelle du foyer. La Cour des comptes relève que ce système n'incite « pas à la maitrise de la consommation d'énergie par les bénéficiaires ».

## Réforme du statut

### Financement des retraites
Cette section ne s'appuie pas, ou pas assez, sur des sources secondaires ou tertiaires indépendantes du sujet.

Pour l'améliorer, ajoutez-en, ou placez des modèles {{Source secondaire souhaitée}} ou {{Source secondaire nécessaire}} sur les passages mal sourcés. (avril 2022)
Les salariés du secteur des IEG disposent d'un régime de retraite spécial, légal et obligatoire institué conjointement à la nationalisation du secteur électrique, par le décret du 22 juin 1946. Jusqu'aux évolutions récentes ce régime de retraite par répartition au sein de la branche assurait son propre financement du fait notamment des taux de cotisation élevés en comparaison du secteur privé.
La réforme, posée par la loi du 9 août 2004, institue :
- une Caisse nationale des industries électriques et gazières agissant comme caisse de retraite spéciale pour les salariés des IEG ;
- un adossement aux régimes général et complémentaire d'assurance vieillesse moyennant compensation financière des effets démographiques particuliers aux entreprises des IEG ;
- un régime de financement particulier pour les droits acquis à la date de la réforme et supplémentaires aux droits généraux et complémentaires. Leur financement ne figure plus dans les charges de personnel des entreprises concernées mais est prélevé directement sur les tarifs d'acheminement de l'électricité pour le compte de la Caisse nationale des industries électriques et gazières (CNIEG). Les tarifs sont immédiatement ajustés à la baisse pour tenir compte de ce transfert. L'opération est neutre pour les clients (en moins dans le tarif mais en plus sous la forme d'une taxe) mais l'entité responsable du financement n'est plus la même (l'entreprise avant, la CNIEG gestionnaire de cette taxe après) ;
- un régime de provisionnement par les entreprises pour les droits supplémentaires futurs pour les activités réputées en concurrence, et couvert par la même taxe sur l'acheminement pour les activités en monopole.

Ces dispositions ne modifient pas directement l'économie générale des retraites du secteur, les montants à payer restent déterminés par les droits acquis ; en revanche la répartition des responsabilités de financement en dernier ressort et donc les risques pour les parties sont profondément réorganisés.
Le financement de la part correspondante au régime général et complémentaire non spécifique est désormais garanti par les caisses nationales correspondantes (CNAV, etc.). Les droits acquis avant la réforme sont garantis par la CNIEG et financés par une taxe sur le tarif d'accès au réseau, et les droits postérieurs à la réforme doivent être garantis par les entreprises elles-mêmes, si nécessaire par la constitution d'actifs dédiés.
L'évaluation et le principe même d'engagement « retraites » a fait l'objet d'âpres discussions et de valorisations nombreuses et variées.
Le régime des retraites des industries électriques et gazières, dont EDF et Gaz de France constituent les principales entreprises, est un régime spécial, légal et obligatoire.
- Spécial, non seulement parce que ses paramètres de calculs (durées de cotisations, éléments dits non contributifs, taux de cotisation, etc.) lui sont spécifiques, mais également parce qu'il forme une caisse de financement séparée du régime général et des régimes complémentaires AGIRC/ARRCO, les entreprises et les salariés du secteur assuraient seuls le financement de leur retraites sans recevoir de contribution des autres régimes. EDF a même ponctuellement contribué, comme d'autres régimes de retraite, à l'équilibre des régimes spéciaux structurellement déficitaires (SNCF, agriculteurs, commerçants, etc.).
- Légal, en ce qu'il était institué par la loi du 8 avril 1946 et le décret du 22 juin 1946 et non par des conventions entre partenaires sociaux. À ce titre, il ne pouvait être modifié que par voie légale.
- Obligatoire, en ce qu'il s'impose aux acteurs sociaux du secteur et ne constitue pas un dispositif adaptable par contrat ou par convention.

Compte tenu de ces arguments, EDF et GDF n'ont jamais constitué de provisions dans leurs comptes. En revanche, un commentaire donnant l'estimation de la valeur actualisée des versements futurs de pensions figurait depuis le milieu des années 1990 à l'annexe de leur compte.
La principale discussion a porté sur la nécessité ou non de comptabiliser ces « engagements » sous forme de provisions, et dans l'hypothèse d'une réponse positive d'en déterminer le périmètre et le montant.
Le montage finalement retenu consiste à adosser le financement aux régimes généraux et complémentaires, moyennant d'une part le paiement d'une soulte destinée à compenser les effets démographiques spécifiques (la pyramide des âges des agents des IEG et leur espérance de vie résiduelle est différente de celle des salariés couverts par les régimes généraux) et le paiement à l'avenir des cotisations sociales prévues par ces régimes.
Ce dispositif considéré comme « libératoire » permet aux entreprises de ne pas provisionner la part des engagements correspondant aux régimes général et complémentaire.
Il reste en revanche des droits supplémentaires correspondant aux bonifications du régime des IEG : taux de liquidation plus favorable (modifié en 2009), durée de cotisation plus courte, départs à l'âge de 57 ans pour les salariés cumulant un historique de carrière de plus de 50 % de service dit actif ou ayant été affectés à des tâches classées insalubres.
Ces droits ont reçu des traitements différents selon qu'ils sont considérés comme acquis à la date de la réforme ou qu'ils restent à constituer. Les premiers font l'objet d'un financement par une taxe sur l'acheminement de l'électricité. Les seconds selon qu'ils concernent les activités en concurrence ou en monopole, font l'objet d'un provisionnement ou d'un financement par le tarif.

### Protection maladie
Le régime spécifique de protection complémentaire maladie couvre 300 000 électriciens et gaziers. Un accord ratifié, en novembre 2004, par seulement deux syndicats est dans l'impasse, les trois autres syndicats s'y opposant.